# Карл Стефан Австрийский
Карл Стефан Евгений Виктор Феликс Мария Австрийский (нем. Karl Stephan von Österreich; 5 сентября 1860, Жидлоховице — 7 апреля 1933, Живец) — австрийский эрцгерцог из тешинской ветви династии Габсбург-Лотарингских. Австро-венгерский адмирал (29 октября 1911).

## Биография
Эрцгерцог Карл Стефан был третьим сыном и четвёртым ребёнком в семье эрцгерцога Карла Фердинанда и его супруги Елизаветы Франциски. По отцовской линии приходился внуком знаменитому полководцу Карлу Людвигу и его супруге Генриетте Нассау-Вейльбургской, по материнской — венгерскому палатину Иосифу и Марии Доротеи Вюртембергской. Троюродный брат императора Франца Иосифа.
В 1874 году после смерти отца вместе с братьями Фридрихом и Ойгеном и сестрой Марией Кристиной был усыновлён дядей эрцгерцогом Альбрехтом. Так как собственные дети Альбрехта умерли в раннем возрасте, всё его огромное состояние отошло к племянникам.
После того, как монархия была свергнута, Карл Стефан продолжал жить под Краковом. Польские власти вернули ему конфискованные владения. В последние годы эрцгерцог тяжело болел и был парализован. Скончался в 1933 году в своём поместье Живец.

## Военная карьера
Карл Стефан выбрал флот, так как очень любил море. В 1901 году получил звание вице-адмирала, а в 1911 — адмирала. Занимал пост генерал-инспектора ВМФ. Хотя он и считался главой ВМФ, однако фактически командование осуществлял начальник военно-морской инспекции Военного министерства адмирал А. Гаус (1851—1917). В 1914 году эрцгерцог взял под свой контроль систему лечения и реабилитации инвалидов войны в Австро-Венгрии, добившись успехов на этом посту. 15 августа 1916 года сложил с себя высшее руководство ВМФ.
Карл Стефан являлся покровителем Краковской академии наук.

## Польская интрига
Большую часть жизни эрцгерцог Карл Стефан проводил в своём поместье Живец под Краковом. В конце 1915 года кайзер Вильгельм II предложил сделать Карла Стефана королём Польши, которая должна была стать формально самостоятельным государством, но находилась бы под контролем Германии. Выбор пал на эрцгерцога потому, что он пользовался популярностью в стране, бегло говорил по-польски, имел связи в высших кругах (две его дочери были замужем за представителями польской аристократии). Но против выступил австрийский император, надеявшийся включить воссозданную Польшу в состав монархии Габсбургов. Союзники не смогли договориться, и в августе 1918 года Карл Стефан окончательно отверг предложение кайзера.

## Брак и дети
28 февраля 1886 года в Вене вступил в брак с эрцгерцогиней Марией Терезой, принцессой Тосканской (1862—1933), которая была дочерью эрцгерцога Карла Сальватора из тосканской линии Габсбургов и его супруги Марии Иммакулаты Бурбон-Сицилийской. В браке родились:
- Элеонора (1886—1974) — вступила в морганатический брак с Альфонсом фон Клоссом;
- Рената (1888—1935) — вышла замуж за князя Иеронима Радзивилла;
- Карл Альбрехт (1888—1951);
- Мехтильда (1891—1966) — вышла замуж за князя Ольгерда Чарторыйского;
- Лео Карл (1893—1939) — женился на Марии-Клодии фон Монжое-Водри;
- Вильгельм Франц (1895—1948).

## Предпринимательство
После смерти в 1895 году дяди Альбрехта Карл Стефан и его братья унаследовали состояние и земельные наделы эрцгерцога. В поместье Живец Карл Стефан организовал пивоваренный завод, который позднее был национализирован. Он действует до сих пор и производит пиво одноимённой марки — одно из самых популярных в Польше.

## Военно-морские звания
- 27.10.1893 — контр-адмирал
- 27.04.1901 — вице-адмирал
- 29.10.1911 — адмирал